# Kallitaxila apicalis
Kallitaxila apicalis är en insektsart som först beskrevs av Melichar 1914.  Kallitaxila apicalis ingår i släktet Kallitaxila och familjen Tropiduchidae. Inga underarter finns listade i Catalogue of Life.